# Dark Tranquillity
Dark Tranquillity ist eine schwedische Melodic-Death-Metal-Band aus Göteborg. Sie gehören neben In Flames, At the Gates und Soilwork zu den prägenden Musikern der sogenannten Göteborger Schule des Melodic-Death-Metal. Dark Tranquillity stehen bei der deutschen Plattenfirma Century Media unter Vertrag und haben bis heute 13 Studioalben veröffentlicht. Die Band wurde im Jahre 2021 mit dem schwedischen Musikpreis Grammis in der Kategorie Hardrock/Metal ausgezeichnet und wurden zuvor bereits dreimal nominiert.

## Geschichte

### 1989–1994: Die Anfänge undSkydancer

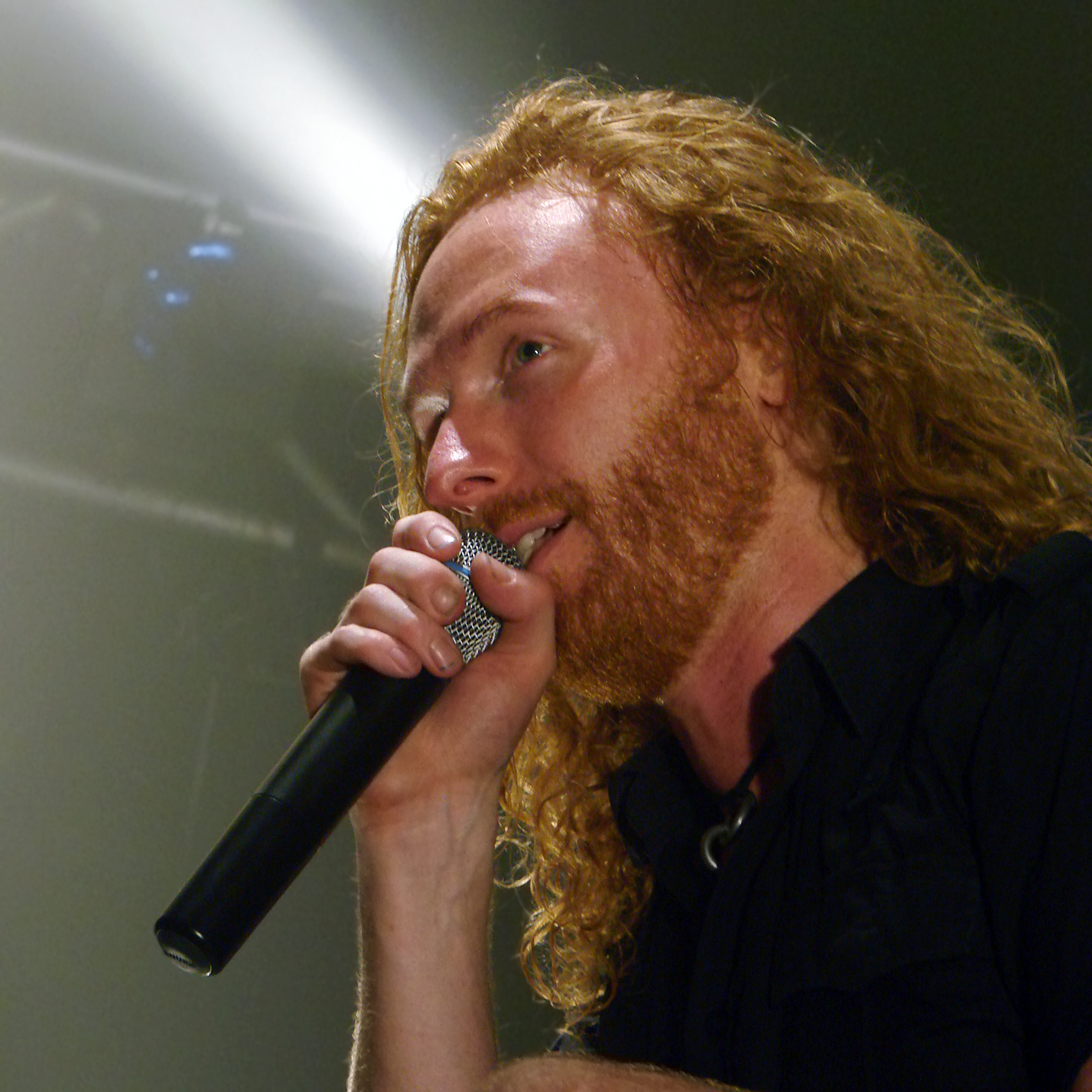
Mikael Stanne

Im Dezember 1989 gründeten Anders Fridén (Gesang), Niklas Sundin, Mikael Stanne (Gitarre), Martin Henriksson (Bass), Anders Jivarp (Schlagzeug) die Band Septic Broiler. Anfangs spielte die Band noch Thrash Metal und nahm 1990 die drei Lieder umfassende Demo Enfeebled Earth auf. Rund 100 Exemplare der auf Kassette erschienen Demo wurden vertrieben. Kurze Zeit später änderte die Band ihren Namen in Dark Tranquillity. Gleichzeitig änderte die Band ihren Stil hin zum Melodic Death Metal.
Das erste Konzert spielte die Band im Oktober 1990 in Göteborg. Im März 1991 nahm die Band innerhalb von drei Tagen ihr zweites Demo Trail of Life Decayed auf. Dark Tranquillity spielten weitere Konzerte mit At the Gates und Dissection. Ein Jahr später folgte mit der 7"-EP A Moonclad Reflection die erste Schallplatte, die der Band einen Vertrag bei der finnischen Plattenfirma Spinefarm Records einbrachte. In Osteuropa kursierte eine Kassette mit dem Namen Tranquillity, welche die Lieder der Demos und der EP enthielt.
Im Mai und Juni 1993 nahmen Dark Tranquillity ihr von Niklas Sundin produziertes erstes Album Skydancer auf, das am 30. August 1993 veröffentlicht wurde. Nach den Aufnahmen verließ Anders Fridén aufgrund musikalischer Differenzen die Band und schloss sich später In Flames an. Sein Nachfolger wurde Mikael Stanne. Da er nicht gleichzeitig singen und Gitarre spielen konnte, wurde mit Frederik Johansson ein neuer Gitarrist in die Band geholt. Zu dieser Zeit spielte die Band nur sehr wenige Konzerte.

### 1995–1998:The GalleryundThe Mind’s I

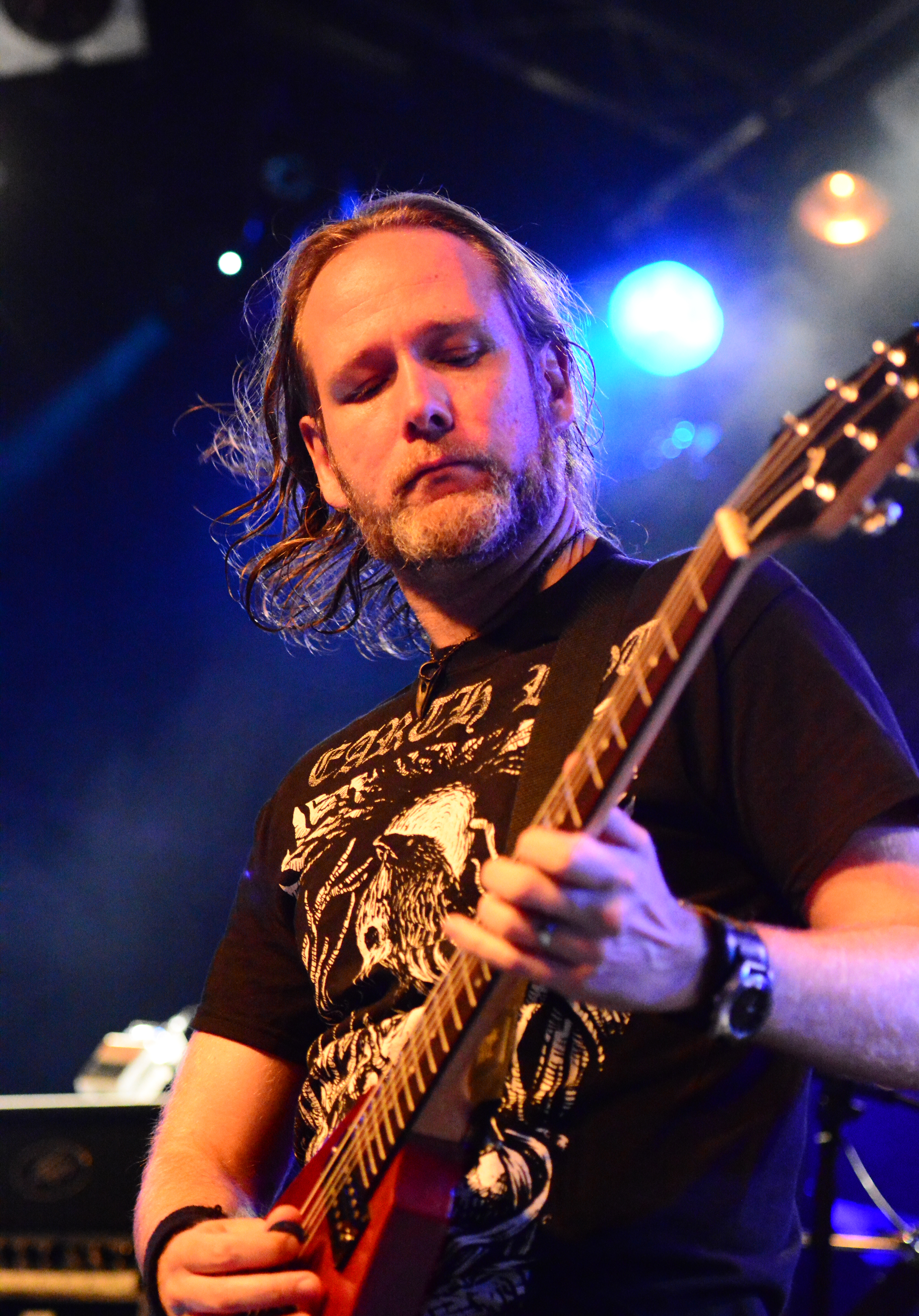
Niklas Sundin

Im Jahr 1995 legten Dark Tranquillity die EP Of Chaos and Eternal Night nach. Es war das erste Werk, bei dem Mikael Stanne als Sänger zu hören war. Produzent war Frederik Nordström, der auch viele weitere Alben der Band produzieren sollte. Gleichzeitig unterschrieb die Band einen Vertrag mit dem französischen Label Osmose Productions. Mit The Gallery erschien am 27. November 1995 das zweite komplette Album. Erstmals in der Bandgeschichte wurden Keyboards verwendet. Im Mittelteil des Liedes Punish My Heaven arbeitete Stanne erstmals mit klarem Gesang.
Im November 1995 spielte die Band in Köln ihr erstes Konzert außerhalb Schwedens. Zusammen mit Six Feet Under gingen Dark Tranquillity auf ihre erste Europatournee. Durch eine weitere Tournee mit Impaled Nazarene und Cannibal Corpse konnte die Band ihren Bekanntheitsgrad weiter steigern. 1996 wurde mit dem Produzenten Frederik Nordström ein neues Studioalbum aufgenommen. Die Veröffentlichung des Albums musste verschoben werden, so dass mit Enter Suicidal Angels am 25. November 1996 erst einmal eine weitere EP veröffentlicht wurde. Das dritte Studioalbum The Mind’s I folgte am 21. April 1997. Auf diesem Album experimentierte die Band erstmals mit Elementen der elektronischen Musik.
Ende 1997 ging die Band mit Enslaved und Bewitched auf die World Domination-Tour durch Europa, bei der Dark Tranquillity erstmals als Headliner auftraten. Das Konzert in Essen am 9. Dezember 1997 wurde aufgenommen und von Osmose als Doppel-Livealbum veröffentlicht. Im September 1998 nahm die Band ihr nächstes Studioalbum auf. Da Frederik Johansson mehr Zeit mit seiner Familie verbringen wollte, verließ er nach Beendigung der Aufnahmen die Band. Martin Henriksson wechselte vom Bass zur Gitarre und Michael Nicklasson wurde neuer Bassist. An den Keyboards ist Martin Brändström erstmals zu hören gewesen. 1999 wurde er festes Bandmitglied.

### 1999–2001:ProjectorundHaven

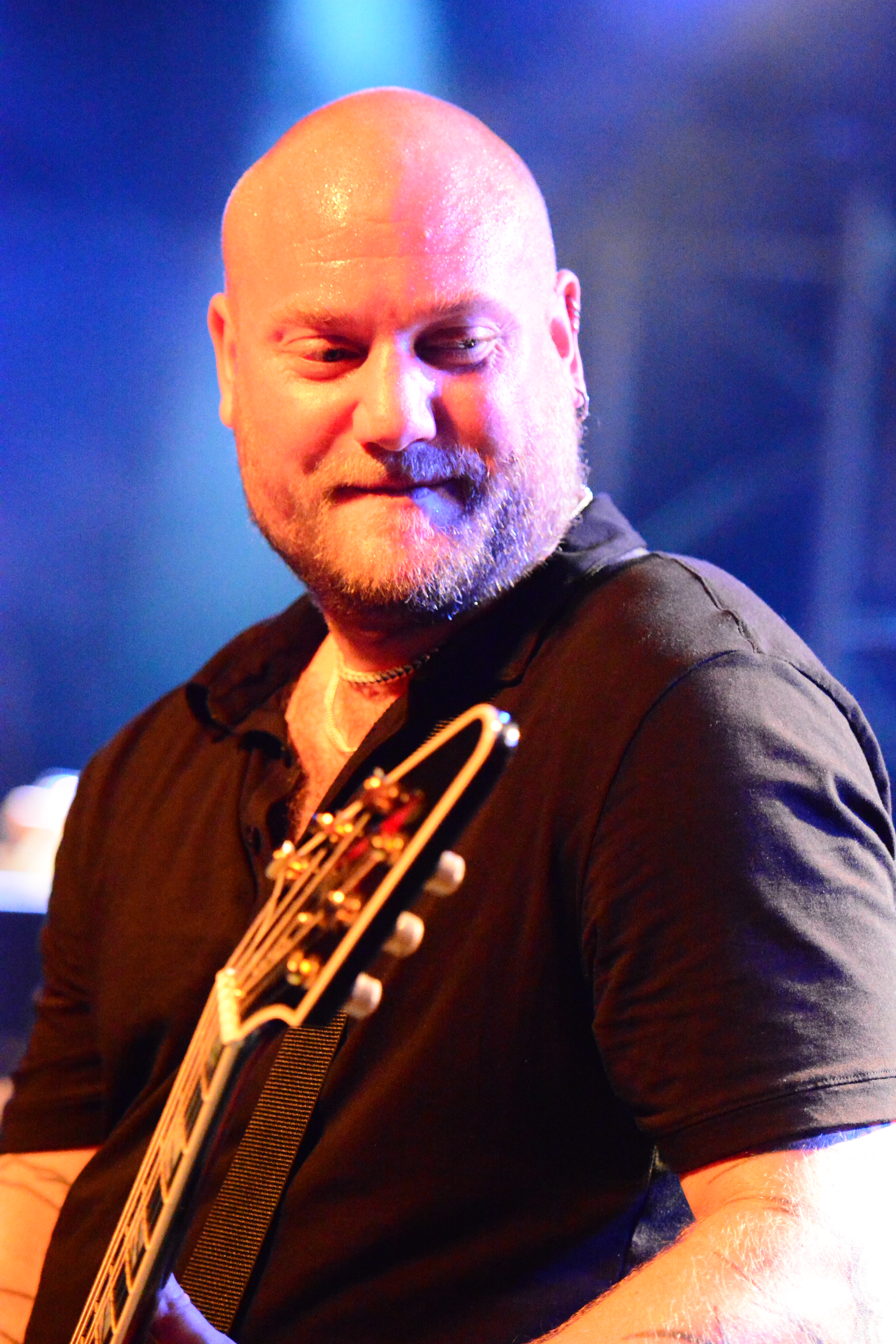
Martin Henriksson

Die Veröffentlichung von Projector verzögerte sich mehrere Monate. Der Vertrag mit Osmose Records war ausgelaufen und der Plattenfirma gefiel die Musik auf dem neuen Werk überhaupt nicht. Verschiedene Plattenfirmen boten Dark Tranquillity daraufhin Verträge an. Auch wenn die Band finanziell lukrativere Angebote erhielt, entschied man sich für die deutsche Firma Century Media. Im Gegensatz zur Konkurrenz wollte Century Media das Album so veröffentlichen wie es ist und verlangte keine schnelleren Songs. Musikalisch gesehen fiel das am 21. Juni 1999 veröffentlichte Album Projector sehr experimentell aus. Die Band arbeitete mit langsameren, melancholischen Passagen und vielen elektronischen Effekten. Sänger Mikael Stanne sang weiträumig mit einer klaren Stimme. 
Das Album wurde mit gemischten Reaktionen aufgenommen. Während viele alte Fans enttäuscht wurden, konnte die Band neue Anhänger für sich gewinnen. Projector wurde für den schwedischen Musikpreis Grammis nominiert, der Preis ging jedoch an die Band LOK. Im Herbst 1999 gingen Dark Tranquillity zusammen mit In Flames, Children of Bodom und Arch Enemy auf Tournee. Nach einer kurzen Pause folgte am 25. Juli 2000 das fünfte Album Haven. Die Verwendung der Keyboards wurde weiter ausgebaut, dafür fielen die Lieder musikalisch etwas härter und weniger melancholisch als auf dem Vorgänger aus. Im Herbst des Jahres folgte eine weitere Tour mit In Flames. Weitere Gruppen auf der Konzertreise waren Sentenced und To/Die/For. 
Im Winter folgten mit zwei Konzerten in Mexiko die ersten Auftritte in Nordamerika. Ein weiteres Konzert in Schweden wurde live von einem schwedischen Radiosender übertragen. Im Sommer 2001 spielten Dark Tranquillity auf vielen europäischen Festivals. Der Auftritt beim Wacken Open Air sollte ursprünglich für eine DVD aufgezeichnet werden. Daraus wurde nichts, weil die Kameramänner des Festivals während des Auftritts gerade Mittagspause machten. Im Oktober folgte der erste Auftritt in der Türkei.

### 2002–2006:Damage DoneundCharacter

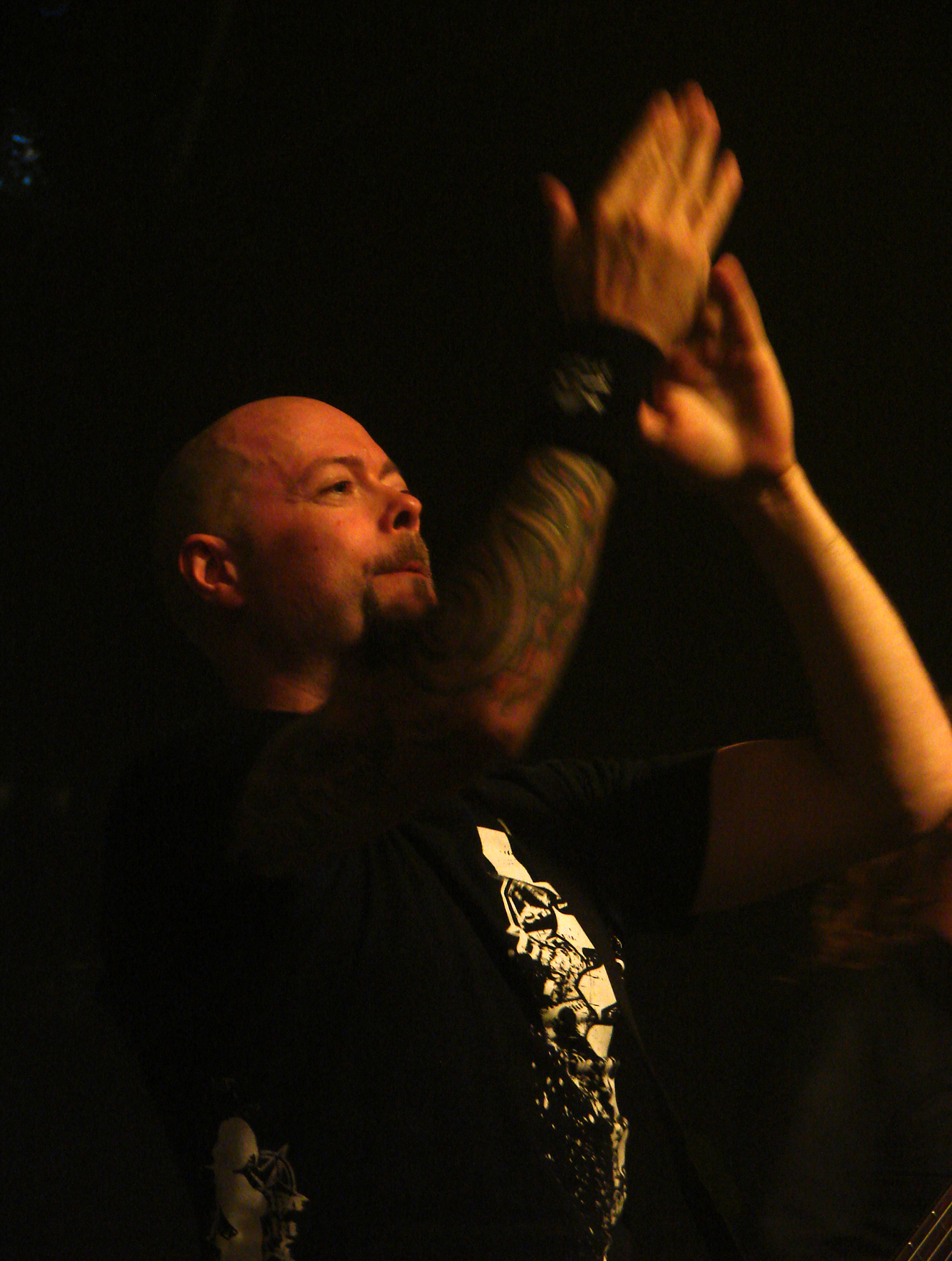
Michael Nicklasson

Nach einer weiteren Pause nahm die Band ab Februar 2002 das sechste Studioalbum Damage Done auf. Damage Done wurde am 22. Juli 2002 veröffentlicht und zeigte eine musikalische Kurskorrektur vor. Die Musik auf dem Album geht zurück zu den Wurzeln der Band, ist aber gleichzeitig melodischer als seine Vorgänger. Erstmals platzierte sich ein Dark Tranquillity-Album in den Charts und erreichte Platz 29 in Schweden und Rang 83 in Deutschland. Die Band ging mit In Flames und Killswitch Engage auf eine Tour durch Nordamerika. Am 7. Oktober 2002 wurde ein Konzert im polnischen Krakau für eine DVD-Veröffentlichung mitgeschnitten. Es folgte eine Europatournee als Headliner, bei der die Band von Sinergy und Griffin begleitet wurde.
Anfang 2003 kehrten Dark Tranquillity nach Nordamerika zurück und spielten 28 Konzerte mit Nile, Napalm Death und Strapping Young Lad. Im Sommer spielte die Band wieder auf diversen Festivals in Europa. Am 23. September 2003 erschien die DVD Live Damage, die neben dem Konzert in Krakau auch Aufnahmen aus Essen, Paris und Athen sowie Musikvideos, Interviews und vieles mehr beinhaltet.
Anlässlich des 15-jährigen Bestehens der Band wurde am 24. Mai 2004 mit Exposures – In Retrospect and Denial eine Doppel-CD veröffentlicht. Die erste CD enthält eine Sammlung von unveröffentlichten bzw. bislang nur in Japan als Bonustracks veröffentlichten Liedern. Auf der zweiten CD befindet sich die Tonspur der Live Damage-DVD. Abgerundet wird das Werk von einem zwanzigseitigen Booklet, in den die Bandgeschichte vom Journalisten Chris Dick rezitiert wird. Außerdem sieht man viele bislang unveröffentlichte Fotos aus allen Kapiteln der Bandgeschichte.
Am 15. November 2004 erschien die EP Lost to Apathy als Vorbote zum neuen Album Character, das am 24. Januar 2005 folgte. In den schwedischen Albumcharts schaffte das Album den Sprung auf Platz drei, während in Deutschland erneut Platz 83 erreicht wurde. Es folgte eine sehr erfolgreiche Europatour mit Kreator, Ektomorf und Hatesphere. Im Dezember des Jahres ging die Band erneut auf Europatournee, diesmal mit Chimaira.

### 2007–2012:FictionundWe are the Void

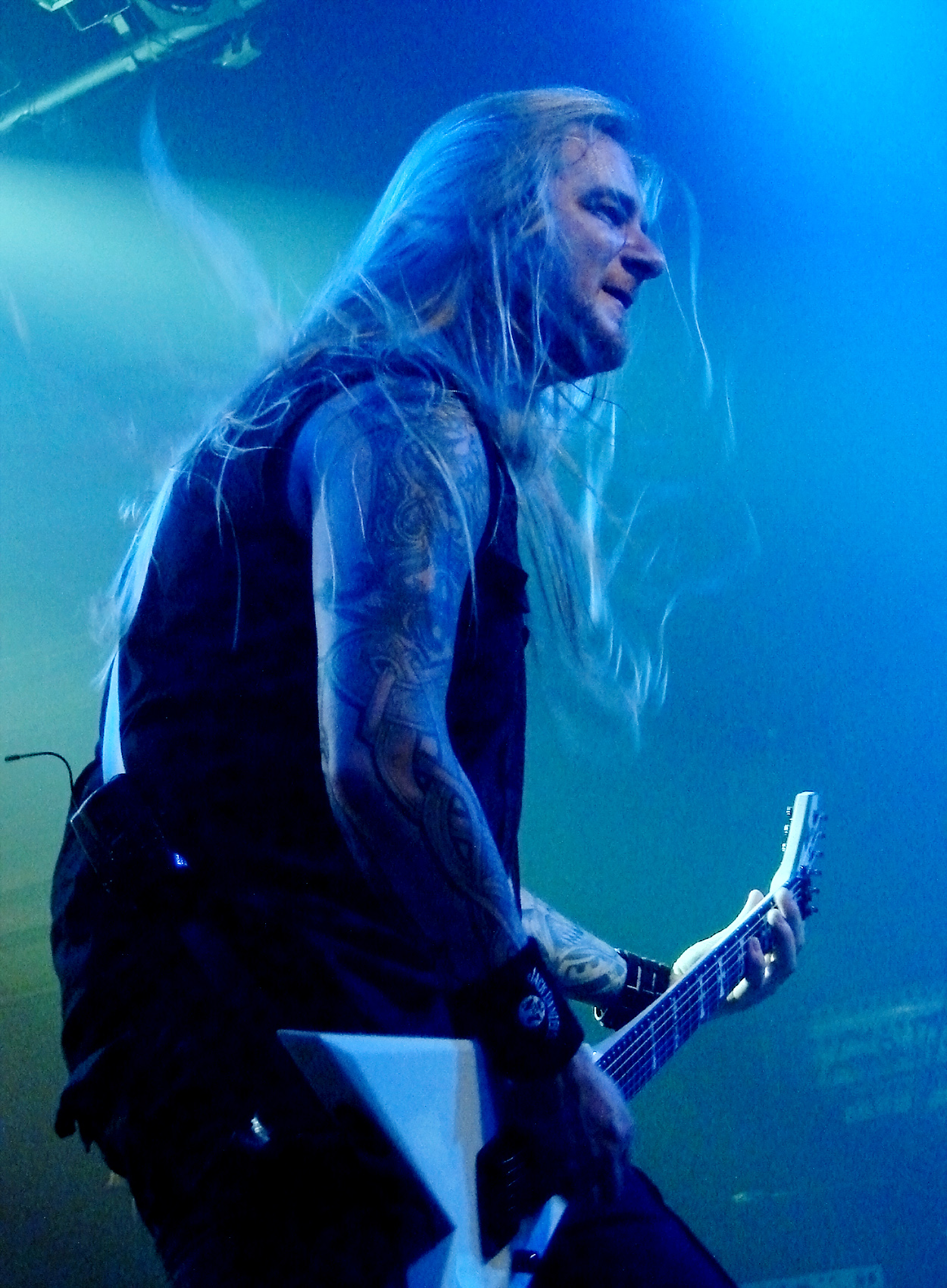
Daniel Antonsson

Für das achte Studioalbum Fiction wurde mit dem Dänen Tue Madsen ein neuer Produzent verpflichtet. Veröffentlicht wurde das Album am 20. April 2007. Auf dem Album ist erstmals nach langer Zeit wieder klarer Gesang von Mikael Stanne sowie eine Gastsängerin, in diesem Fall Nell Sigland von Theatre of Tragedy, zu hören. Fiction erreichte Platz zwölf der schwedischen und Platz 59 der deutschen Albumcharts. Nach der Fertigstellung des Albums tourte die Band mit Scar Symmetry, Into Eternity und The Haunted durch Nordamerika.
Anfang 2008 kursierten Gerüchte über ein Compilations-Album mit dem Namen A Closer End auf diversen Tauschbörsen im Internet. Benannt nach einem Bonustrack auf der japanischen Version des Albums Fiction enthält es einige der Lieder, die ausschließlich auf diversen Sonderausgaben früherer Alben veröffentlicht wurden. Auf der offiziellen Website wurde jede Verbindung mit der Band dementiert und das Album als Bootleg deklariert.
Im August 2008 verließ der langjährige Bassist Michael Nicklasson die Band, da er an Diabetes erkrankt war. Im September verkündete die Band, dass in Daniel Antonsson (Dimension Zero, ex-Soilwork) ein neuer Bassist gefunden wurde, der sie während der Europatour mit Poisonblack und Fear My Thoughts im Oktober und November des Jahres unterstützen soll. Anfang November stieg Antonsson als festes Mitglied in die Band ein.
Die Studioalben Projector, Haven und Damage Done wurden im Mai 2009 von Century Media neu veröffentlicht. Alle Alben erhielten ein neues Artwork, Bonustitel und Linernotes der beteiligten Musiker. Gleichzeitig wurde mit Yesterworld eine Kompilation aus Liedern der frühen Bandphase herausgebracht. Am 26. Oktober 2009 erschien mit Where Death Is Most Alive die zweite DVD der Band, dessen Hauptteil aus einem Mitschnitt eines Konzertes in Mailand besteht. Darüber hinaus enthält die DVD eine dreiviertelstündige Banddokumentation, alle Musikvideos sowie Livemitschnitte aus allen Epochen der Bandgeschichte. Where Death Is Most Alive stieg auf Platz eins der schwedischen Musik-DVD-Charts ein.
Im Dezember 2009 spielte die Band ihr erstes Konzert in Tunesien. Die Veröffentlichung des neunten Studioalbums We Are the Void erfolgte am 26. Februar 2010. Das Album stieg auf Platz neun der schwedischen, Platz 59 der deutschen und Platz 70 der Schweizer Albumcharts ein. Zwischen September und Oktober 2010 war die Band zusammen mit Insomnium auf der Where Death is Most Alive-Tour, welche die Bands quer durch Europa führte. Kurz davor veröffentlichte Dark Tranquillity den Song Out of Gravity in einer unveröffentlichten Version, ebenso wie Insomnium den Song Weather the Storm, auf dem auch Mikael Stanne zu hören war. Am 12. Februar 2011 gaben Dark Tranquillity das erste Mal in Indien ein Konzert.

### 2013–2019:ConstructundAtoma

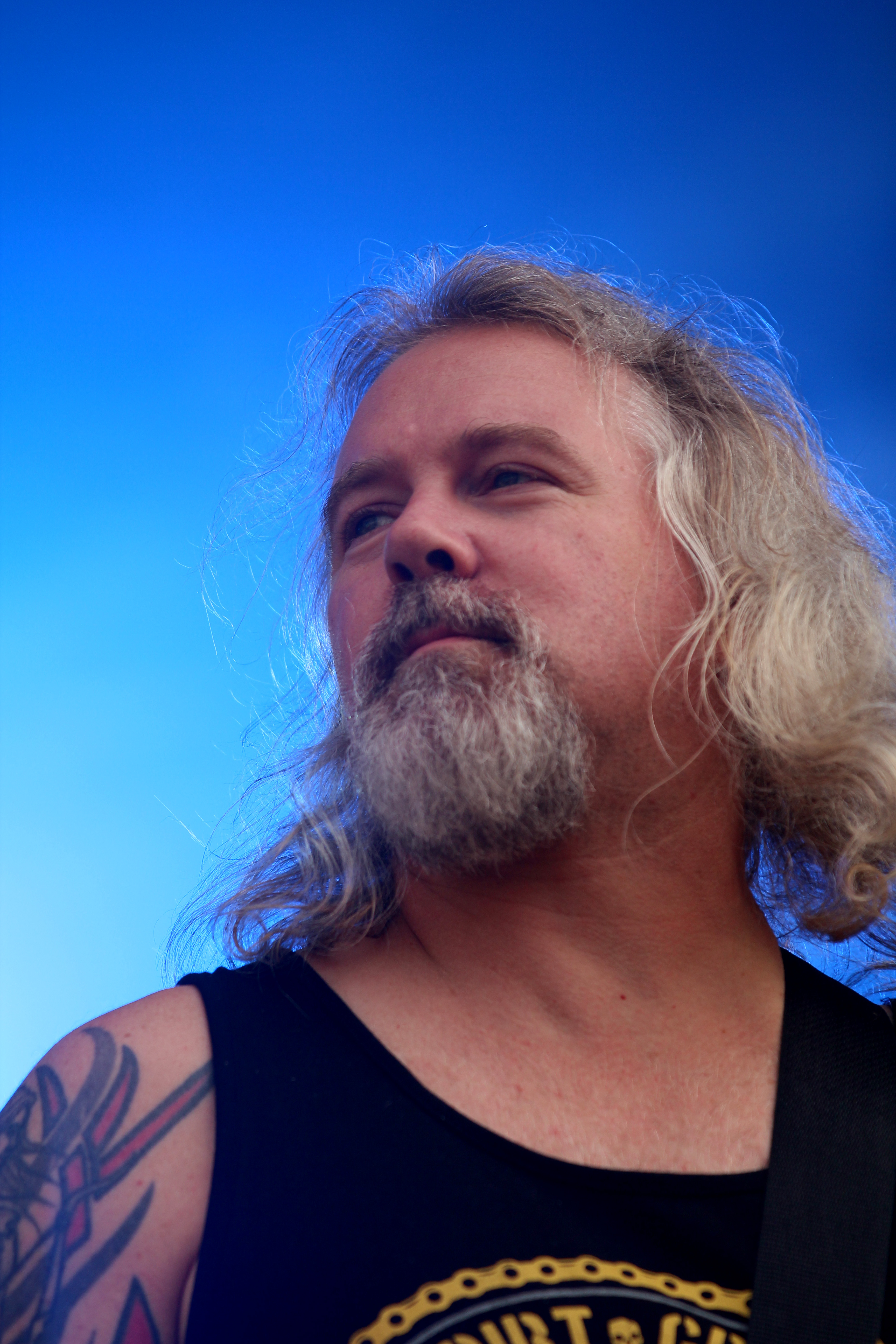
Anders Iwers

Im Januar 2013 kündigte die Band ihr zehntes Studioalbum Construct an. Das von Jens Bogren produzierte Album erschien am 24. Mai 2013 und erreichte Platz neun der schwedischen, Platz 37 der deutschen, Platz 67 der österreichischen und Platz 68 der Schweizer Albumcharts. Kurze Zeit später trennte sich die Band freundschaftlich von Daniel Antonsson, der sich mehr auf seine eigenen musikalischen Projekte und sein eigenes Studio konzentrieren wollte. Ab November 2013 war die Band zusammen mit Tristania auf der World Construct-Tour. Ende März 2016 verließ Gitarrist und Gründungsmitglied Martin Henriksson die Band, da er die Lust am Musik machen verloren hatte. Henriksson wurde daraufhin Manager der Band. Die Musiker setzten ihre Arbeiten am elften Studioalbum ohne Henriksson fort. Neuer Bassist wurde Anders Iwers, der unter anderem auch bei Tiamat spielt. 
Am 4. November 2016 wurde das elfte Studioalbum Atoma veröffentlicht, mit dem die Band Platz zwei der schwedischen Albumcharts erreichte und für den schwedischen Musikpreis Grammis nominiert wurde. Der Preis ging allerdings an die Band Ghost. Nach der Veröffentlichung begaben sich Dark Tranquillity auf eine Headlinertournee durch Nordamerika mit den Vorgruppen Swallow the Sun, Enforcer und Starkill. Im Frühjahr 2017 spielte die Band zunächst eine Co-Headlinertournee durch Europa mit Amon Amarth und der Vorgruppe Omnium Gatherum, bevor eine weitere Headlinertour durch Europa mit Omnium Gatherum und Nailed to Obscurity folgte. Gleichzeitig brachten Dark Tranquillity in Kooperation mit der Brauerei All in Brewing ein Bier auf den Markt. Es heißt Atoma und ist ein Imperial Stout. Im Herbst 2017 ging es mit einer Tour durch Süd- und Nordamerika weiter, bei der Christopher Amott für den verhinderten Niklas Sundin einsprang. Infolge des Hurrikan Irma mussten einige Konzerte abgesagt werden. Im Herbst 2018 spielte die Band eine Co-Headlinertournee durch Nordamerika zusammen mit Amorphis und den Vorgruppen Moonspell und Omnium Gatherum.

### Seit 2020:MomentundEndtime Signals

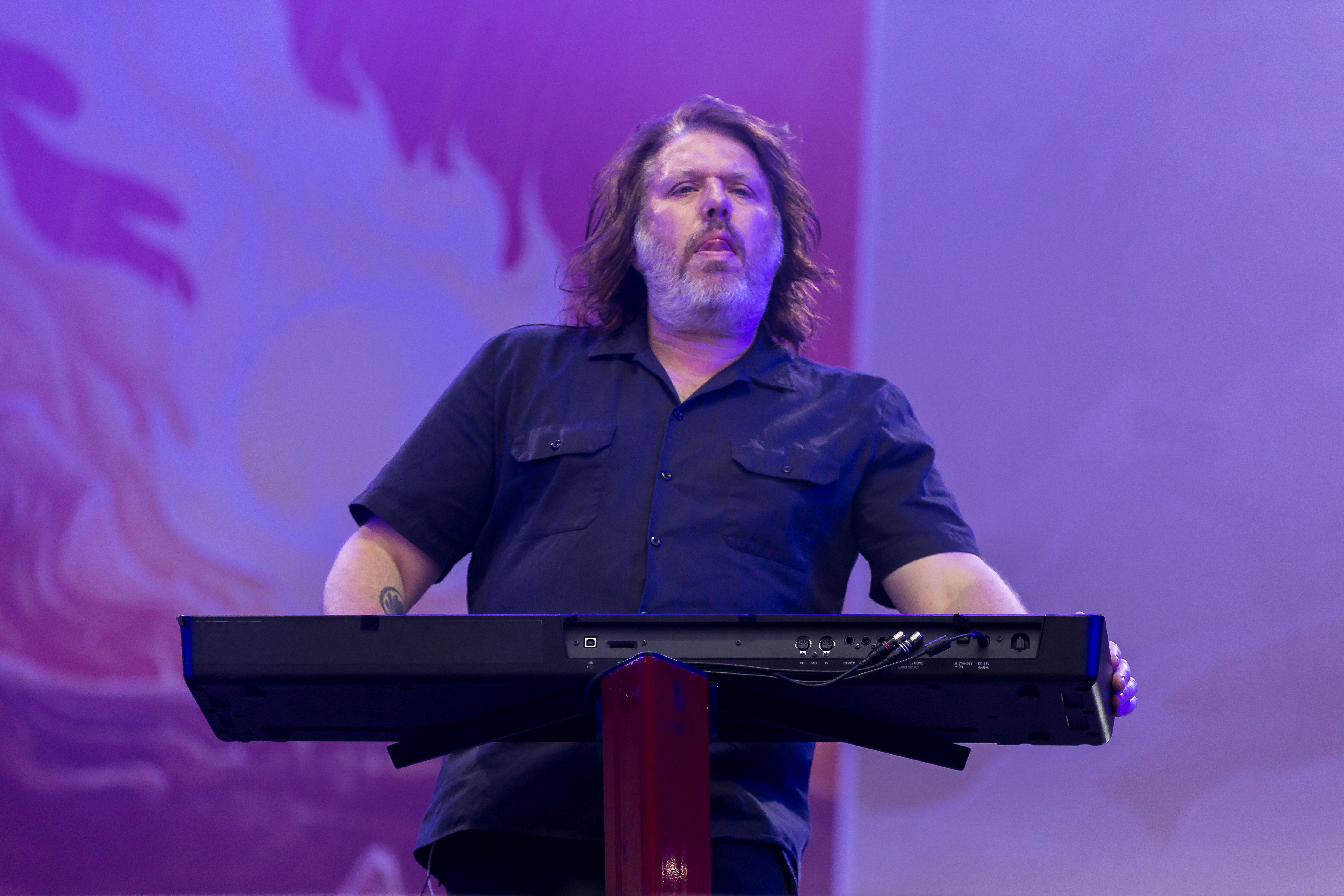
Martin Brändström

Gitarrist Niklas Sundin stieg im März 2020 aus, um mehr Zeit für seine Familie zu haben. Nachfolger wurden daraufhin die beiden Live-Gitarristen Christopher Amott und Johan Reinholdz. Gleichzeitig begann die Band mit der Arbeit an dem neuen Studioalben Moment, das am 20. November 2020 erschien und Platz 17 der deutschen Albumcharts erreichte. Das Album wurde 2021 mit dem Grammis ausgezeichnet. Im August 2021 verließen Gründungsmitglied Anders Jivarp und Bassist Anders Iwers die Band. Beide wurden temporär durch Joakim Strandberg Nilsson bzw. Christian Jansson ersetzt. Am 25. Januar 2022 verstarb der ehemalige Gitarrist Fredrik Johansson an den Folgen einer Krebserkrankung. Ende 2022 tourten Dark Tranquillity im Vorprogramm der Co-Headlinertournee von Eluveitie und Amorphis durch Europa. Im Juli 2023 verkündete Christopher Amott seine freundschaftliche Trennung von der Band.
Die Band machte als Quintett weiter und nahm ihr dreizehntes Studioalbum Endtime Signals auf, welches am 16. August 2024 erschien und in Deutschland, Österreich und der Schweiz Top-10-Platzierungen erreichte. Im November desselben Jahres wurde das Album mit dem Preis der deutschen Schallplattenkritik ausgezeichnet. Im Herbst 2024 tourte die Band durch Europa mit den Vorgruppen Moonspell, Wolfheart und Hiraes. Für den Herbst 2025 kündigte die Band eine weitere Europatournee an, bei der die Band von 
Equilibrium, Soen und Iotunn begleitet wird.

## Stil
Zu den musikalischen Einflüssen zählt der Gitarrist Niklas Sundin deutsche Thrash- und Speed-Metal-Bands wie Kreator, Blind Guardian und Running Wild, aber auch US-amerikanische Death-Metal-Bands wie Morbid Angel und Vital Remains und genrefremde Bands wie Depeche Mode. 
Als die Band gegründet wurde, konnte noch keines der Mitglieder ein Instrument spielen. Früh verständigten sich die Musiker darauf, eigene musikalische Wege zu gehen und keine typische Death-Metal-Band zu sein. So erhielten, im Gegensatz zur Stockholmer Szene um Bands wie Entombed, Melodien einen größeren Raum. Neben In Flames und At the Gates werden Dark Tranquillity zu den stilprägendsten Bands des Melodic Death Metal gezählt. Gitarrist Niklas Sundin erklärte in einem Interview zu diesem Thema, dass er von dieser Aussage nicht viel hält.

„Wir hatten uns nicht hingesetzt und gesagt, dass wir jetzt etwas Neues erschaffen wollten oder so ähnlich, und ich fand immer dieses ganze Göteborg-Sound Ding ziemlich lächerlich. […] Der ganze Melodic Death Metal Ausdruck ist eine Vereinfachung und mehr eine Medienkonstruktion als irgendwas anderes, und weil ich realisiere, dass die Leute mit guten Absichten damit kommen, habe ich einfach nicht viel darüber zu sagen.“

## Diskografie
Studioalben

| Jahr | Titel Musiklabel                           | Höchstplatzierung, Gesamtwochen, AuszeichnungChartplatzierungen (Jahr, Titel, Musiklabel, Platzierungen, Wochen, Auszeichnungen, Anmerkungen) | Höchstplatzierung, Gesamtwochen, AuszeichnungChartplatzierungen (Jahr, Titel, Musiklabel, Platzierungen, Wochen, Auszeichnungen, Anmerkungen) | Höchstplatzierung, Gesamtwochen, AuszeichnungChartplatzierungen (Jahr, Titel, Musiklabel, Platzierungen, Wochen, Auszeichnungen, Anmerkungen) | Höchstplatzierung, Gesamtwochen, AuszeichnungChartplatzierungen (Jahr, Titel, Musiklabel, Platzierungen, Wochen, Auszeichnungen, Anmerkungen) | Höchstplatzierung, Gesamtwochen, AuszeichnungChartplatzierungen (Jahr, Titel, Musiklabel, Platzierungen, Wochen, Auszeichnungen, Anmerkungen) | Anmerkungen                                                          |
| Jahr | Titel Musiklabel                           | DE | AT | CH | SE | FI | Anmerkungen                                                          |
| ---- | ------------------------------------------ | --- | --- | --- | --- | --- | -------------------------------------------------------------------- |
| 1993 | Skydancer Spinefarm Records                | — | — | — | — | — | Erstveröffentlichung: 30. August 1993 Produzent: Niklas Sundin       |
| 1995 | The Gallery Osmose Productions             | — | — | — | — | — | Erstveröffentlichung: 27. November 1995 Produzent: Fredrik Nordström |
| 1997 | The Mind’s I Osmose Productions            | — | — | — | — | — | Erstveröffentlichung: 21. April 1997 Produzent: Fredrik Nordström    |
| 1999 | Projector Century Media                    | — | — | — | — | — | Erstveröffentlichung: 21. Juni 1999 Produzent: Fredrik Nordström     |
| 2000 | Haven Century Media                        | — | — | — | — | — | Erstveröffentlichung: 25. Juli 2000 Produzent: Fredrik Nordström     |
| 2002 | Damage Done Century Media                  | DE83 (1 Wo.)DE | — | — | SE29 (4 Wo.)SE | — | Erstveröffentlichung: 22. Juli 2002 Produzent: Fredrik Nordström     |
| 2005 | Character Century Media                    | DE83 (1 Wo.)DE | — | — | SE3 (5 Wo.)SE | FI30 (3 Wo.)FI | Erstveröffentlichung: 24. Januar 2005 Produzent: Fredrik Nordström   |
| 2007 | Fiction Century Media                      | DE59 (1 Wo.)DE | — | — | SE12 (3 Wo.)SE | FI19 (1 Wo.)FI | Erstveröffentlichung: 17. April 2007 Produzent: Tue Madsen           |
| 2010 | We Are the Void Century Media              | DE59 (1 Wo.)DE | — | CH70 (1 Wo.)CH | SE9 (5 Wo.)SE | FI16 (1 Wo.)FI | Erstveröffentlichung: 24. Februar 2010 Produzent: Tue Madsen         |
| 2013 | Construct Century Media                    | DE37 (1 Wo.)DE | AT67 (1 Wo.)AT | CH68 (1 Wo.)CH | SE9 (5 Wo.)SE | FI15 (1 Wo.)FI | Erstveröffentlichung: 24. Mai 2013 Produzent: Jens Bogren            |
| 2016 | Atoma Century Media (Sony Music)           | DE23 (2 Wo.)DE | AT40 (1 Wo.)AT | CH36 (1 Wo.)CH | SE2 (2 Wo.)SE | — | Erstveröffentlichung: 4. November 2016 Produzent: Martin Brandström  |
| 2020 | Moment Century Media (Sony Music)          | DE17 (1 Wo.)DE | AT24 (1 Wo.)AT | CH16 (1 Wo.)CH | SE14 (1 Wo.)SE | FI9 (2 Wo.)FI | Erstveröffentlichung: 20. November 2020 Produzent: Martin Brandström |
| 2024 | Endtime Signals Century Media (Sony Music) | DE6 (1 Wo.)DE | AT7 (1 Wo.)AT | CH5 (1 Wo.)CH | SE13 (1 Wo.)SE | FI15 (1 Wo.)FI | Erstveröffentlichung: 16. August 2024 Produzent: Martin Brandström   |

grau schraffiert: keine Chartdaten aus diesem Jahr verfügbar

## Musikpreise
| Jahr | Kategorie      | für       | Resultat  |
| ---- | -------------- | --------- | --------- |
| 2000 | Hardrock/Metal | Projector | Nominiert |
| 2008 | Hardrock/Metal | Fiction   | Nominiert |
| 2017 | Hardrock/Metal | Atoma     | Nominiert |
| 2021 | Hardrock/Metal | Moment    | Gewonnen  |

| Jahr | Kategorie  | für     | Resultat  |
| ---- | ---------- | ------- | --------- |
| 2008 | Rock/Metal | Fiction | Nominiert |

| Jahr | Kategorie                 | für               | Resultat  |
| ---- | ------------------------- | ----------------- | --------- |
| 2024 | Beste internationale Band | Dark Tranquillity | Nominiert |
| 2024 | Beste Liveband            | Dark Tranquillity | Nominiert |
| 2024 | Metal Anthem              | Unforgivable      | Nominiert |

| Jahr | Kategorie      | für             | Resultat |
| ---- | -------------- | --------------- | -------- |
| 2024 | Hard und Heavy | Endtime Signals | Gewonnen |